# 대한걷기협회
대한걷기협회(大韓걷기協會, Korea Walking Association, KOWA)는 대한민국의 걷기 종목 행정을 총괄하는 스포츠 행정 기구이다. 2011년 1월에 '전국걷기연합회'라는 이름으로 설립되었다. 2011년 4월 18일에 국민생활체육회의 인정 단체로 인준되었고, 2013년 2월 5일에 국민생활체육회의 준회원 단체로 승격되었다. 대한체육회와 국민생활체육회가 통합됨에 따라, 2016년 3월 27일에 창립총회를 열고 '대한걷기협회'로 명칭을 변경했다. 대한체육회와 국민생활체육회가 통합된 후 준회원 종목 단체 자격이 인정되었지만, 이후 대한체육회로부터 1년간 유보 단체로 지정된 후, 2017년 8월에 대한체육회 회원 종목 단체 자격을 상실했다.

## 참고 문헌
- 《2015 체육백서》. 대한민국 문화체육관광부. 2018.

## 같이 보기
- 걷기